# Київміськвторресурси
«Київміськвторресурси» — виробничо-заготівельне підприємство, основною діяльністю якого є збір, заготівля, сортування, обробка та первинна переробка твердих промислових та побутових відходів як вторинної сировини.

## Історія створення
Підприємство «Київміськвторресурси» засноване 1948 року (колишня назва «Київоблутильсировина»).
В 1992 році приватизовано трудовим колективом шляхом викупу цілісного майнового комплексу, до складу якого увійшли виробничі цехи та інша нерухомість, що знаходиться на території бази-заводу «Київміськвторресурси» (м. Київ, вул. Степана Сагайдака, 112), а також обладнання, механізми, транспортні засоби та магазини-пункти прийому відходів як вторинної сировини (капітальні споруди) загальною кількістю 48 одиниць. Таким чином було створено колективне підприємство «Київміськвторресурси».
В 1996 році колективне підприємство «Київміськвторресурси» було реорганізовано у ТОВ «Київміськвторресурси». Підприємство «Київміськвторресурси» — основна компанія в м. Києві, де заготовляється і первинно переробляється весь спектр твердих промислових та побутових відходів як вторинної сировини, включно скляні, дерев'яні, полімерні (поліетиленова плівка і пакування, з 1 листопада 2016 року єдине підприємство яке приймає поліетиленові побутові пакети від населення.
Підприємство приймає:
- ПЕТ-пляшки, кришки від пляшок
- пластмасу різних видів (поліетилен, поліпропілен, ПВХ та інші)
- макулатуру
- скло
- картонно-паперові відходи
- гумові відходи
- металеві відходи

«Київміськвторресурси» переробляє щорічно близько 70 000 тонн відходів вторинної сировини. 
Прийом відходів організований з двох джерел: від населення через мережу спеціалізованих приймальних пунктів (зелено-жовтого кольору) і від юридичних осіб (промислових і торговельних підприємств, організацій та установ різної форми власності). За відходи, отримані з обох джерел, підприємство сплачує кошти за кожен прийнятий кілограм без витрат з бюджету Києва.
Одним з перших в столиці це підприємство почало працювати у столичних навчальних закладах з роздільного збору відходів. 
Протягом трьох останніх років[яких?] підприємство обслуговує майже всі медичні установи столиці у сфері вивезення від них відсортованих відходів. Для проведення такої роботи підприємство забезпечило медичні установи спецконтейнері, а також іншими видами тари.